# Davide Re
Davide Re (16 de marzo de 1993) es un deportista de Italia que compite en atletismo. Ganó una medalla de bronce en el Campeonato Europeo de Atletismo por Equipos de 2021, en la prueba de 400 m.